# Luigi Robecchi Bricchetti
Luigi Robecchi Brichetti (Pavia, 21 maggio 1855 – Pavia, 31 maggio 1926) è stato un geografo ed esploratore italiano.

## Biografia
Figlio illegittimo del nobile Ercole Robecchi e della giovane sarta Teresa Bricchetti, soffrirà i contrasti tra i due genitori per il suo riconoscimento e mantenimento, che la madre riuscirà ad avere solo dopo una causa in Tribunale. Si iscrisse alla facoltà di Ingegneria civile nell'Università della sua città, ma proseguì gli studi all'Università di Zurigo e si laureò a Karlsruhe, in Germania.
Era persona di vasta cultura, di molti interessi (etno-antropologia, geografia, geologia, zoologia, ecc.) ed ottimo conoscitore delle lingue, tra cui l'arabo, che parlava correntemente. Si dedicò intensamente alla lotta alla schiavitù diffusa in Africa.
Classica figura ottocentesca di esploratore ritornò a Pavia dai suoi viaggi con una grande quantità di oggetti e documenti africani e con un ragazzo somalo, che liberò dalla servitù e poi adottò. Negli ultimi anni di vita si richiuse in un suo mondo fatto di solitudine e di depressione, per morire nel 1926.

### Viaggi
Era affascinato dai viaggi in terre lontane, in particolare l'Africa. Di fatto fu il primo europeo a visitare estesamente le regioni del Corno d'Africa, a cui diede l'attuale nome di Somalia. Nel 1885 si recò in Egitto e nel 1886 con una piccola carovana raggiunse l'Oasi di Siwa nel deserto libico, nota anche come Oasi di Giove Ammone.
Nel 1888 partì da Zeila in Somalia, attraversò la Dancalia e giunse ad Harrar, rimanendo alcuni mesi in Etiopia ove raccolse reperti scientifici di varia natura.
Nel 1890 partì per la Somalia per esplorare la regione dell'Obbia. Durante il viaggio di oltre duemila chilometri da Obbia sino ad Alula, realizzò una grande serie di cartografie e fotografie, quasi ad anticipare i successivi lavori di reportage in terre sconosciute, che saranno intraprese successivamente, da altri esploratori.
Tra il 1890 e il 1891 con altre spedizioni esplorò il territorio sconosciuto di Migiurtinia eseguendo anche qui notevoli osservazioni cartografiche ed etnografiche, nel 1896 compì una nuova traversata nel deserto della Libia sino ll'oasi di Siwa. Il suo ultimo viaggio in Africa è del 1903.

## Raccolte scientifiche
Alla sua morte le diverse collezioni furono assegnate a vari specialisti dell'epoca (Carlo Emery per le formiche, Raffaello Gestro per i coleotteri, Pietro Pavesi per ragni e scorpioni, Paolo Magretti per vespe e cavallette, ecc,). In particolare i rettili furono inviati all'erpetologo George Albert Boulenger che curava le raccolte del British Museum. Sulla base dei reperti così ottenuti questi descrisse e dedicò a Luigi Robecchi Bricchetti un camaleonte pigmeo (Rhampholeon robecchii) ed un'agama (Agama robecchii). Porta il suo nome anche un pesce gatto (Clarias robecchii), dedicatogli dall'ittiologo Decio Vinciguerra.
Delle sue varie imprese rimangono anche le notevoli documentazioni da lui donate a vari musei, tra cui gli Etnografici e Antropologici di Firenze e Roma,
Al Museo di Pavia donò l'archivio fotografico, la biblioteca, armi varie, oggetti raccolti in oltre 30 anni di viaggi ed esplorazioni.

## Opere
- Esplorazione di Obbia:  rapporto, in: Bollettino della Società Africana d'Italia, a. IX, 1890, pp. 124–130, 204, 245-261.
- Gl'Isa Somali,  in: Bollettino della Soc.  Africana d'Italia, 1890, pp. 15–19.
- Harrar:  ricordi di viaggio,  in: L'illustrazione italiana, a. XII, 1890, p. 163 e p. 190.
- Harrar,  in: La tribuna illustrata,  a.  I,  n.  46, 1890, pp. 715–717.
- In viaggio per l'Harrar, in: Nuova Antologia, 1890.
- La prima traversata della penisola dei Somali, in: Bollettino della Società Geografica Italiana, maggio e seguenti, 1893.
- Lettere dall'Harrar,  in: Bollettino della sezione fiorentina della Società Africana d'Italia,  vol.  IV,  1888,  p. 243;  vol.  V, 1889, p. 57; vol. VI, 1890, p. 130.
- Lettere dall'Harrar,  in: Bollettino della Società africana d'Italia, a. VIII, fasc. I - II, 1889, pp. 35–38.
- Sulla via dell'Harrar,  in: La Riforma illustrata, dispensa VIII (“L'Africa italiana”), 1890.
- All'oasi di Giove Ammone,  F.lli Treves,  Milano, 1890.
- I nostri protetti  (i Galla) ,  Stab.  Tip.  Lit.  Succ. Marelli, Pavia, 1894.
- Nel paese degli aromi:  diario di una esplorazione nell'Africa orientale: da Obbia ad Alula.
- Da Obbia ad Alula, in: Bollettino della Società Geografica Italiana, s. III, vol. IV, 1890.
- Il commercio di Tripoli, in: Memorie della Società Geografica Italiana, vol. 6, 10 aprile 1896.
- Lettera dall'Harrar sul Borelli, in: Bollettino della Società Geografica Italiana, s. III, vol. II, 1889, pp. 27–40.
- Lingue parlate Somali, Galla e Harari. Note e studi raccolti ed ordinati nell'Harrar,  in: Bollettino della Società Geografica Italiana, s. III, vol. III, 1890, pp. 257, 271, 380-391, 689-708; 5.
- Ricordi di un soggiorno nell'Harrar, in: Bollettino della Società Geografica Italiana, gennaio 1891.
- Un'escursione attraverso il deserto libico all'oasi di Siuva.
- Viaggio nel paese dei Somali, in: Bollettino della Società Geografica Italiana, s. III, vol. III, 1890, pp. 869–879 e 996-1008.
- Nell'Harrar, Galli, Milano, 1896.
- Somalia e Benadir:   viaggio di esplorazione nell'Africa orientale,  prima traversata della Somalia per incarico della Società Geografica Italiana, Carlo Aliprandi, Milano, 1899.
- Tradizioni storiche dei Somali Migiurtini raccolte in Obbia, Tip. Min. Affari Esteri, Roma, 1891.